# Staurastrum dispar
Staurastrum dispar là một loài Song tinh tảo trong họ Desmidiaceae, thuộc chi Staurastrum.